# إزيو باسكوتي
إزيو باسكوتي (بالإيطالية: Ezio Pascutti)‏ (1 يونيو 1937 - 4 يناير 2017) هو لاعب كرة قدم. يلعب مع منتخب إيطاليا لكرة القدم. سبق له أن لعب في كأس العالم لكرة القدم مع منتخب بلاده.

## مسيرته الكروية
لعب إزيو باسكوتي خلال مسيرته الاحترافية مع نادِ واحدٍ في أربعة عشر موسمًا وسجل خلالها 130 هدف ضمن 296 مباراة. ولم يفز بأي موسم بالكأس وفاز في موسم واحد بالدوري.
خاض إزيو باسكوتي مسيرته مع نادي بولونيا في موسم 1955–56 ليلعب معه أربعة عشر موسمًا، مشاركًا في 296 مباراة سجل خلالها 130 هدف.

## وصلات خارجية
- إزيو باسكوتي على موقع قاعدة بيانات كرة القدم.إي يو (الإنجليزية)
- إزيو باسكوتي على موقع ناشيونال فوتبول تيمز (الإنجليزية)
- إزيو باسكوتي على موقع عالم كرة القدم.نت (الإنجليزية)